# استسقاء بقعي

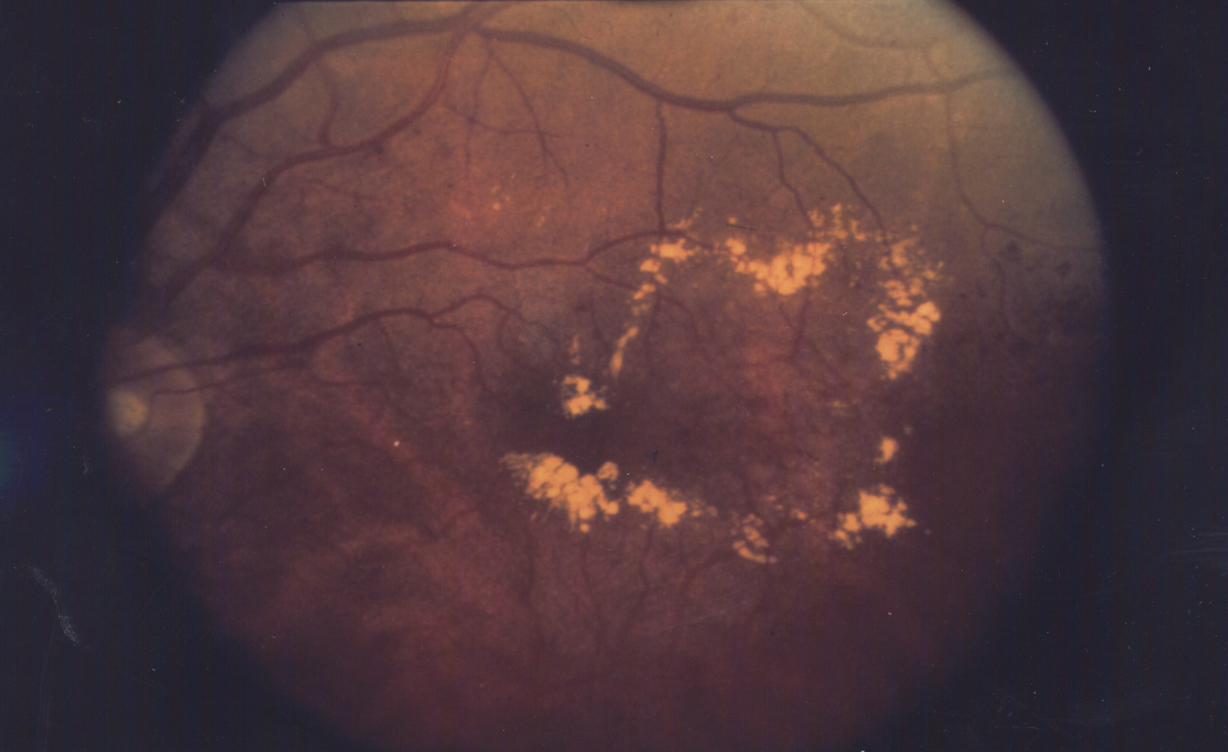
وذمة بقعية لمريض يعاني من السكري,بوجود افرازات صلبة تحيط بالأوعية الدموية.

الاستسقاء البقعي أو وذمة بقعية (بالإنجليزي: Macular edema) تحدث عندما يتجمع سائل أو بروتين على أو تحت بقعة في العين (منطقة مركزية صفراء في شبكية العين) مما يؤدي إلى تضخم «تورم» المنطقة الصفراء المتوسطة في الشبكية (زيادة سمك الشبكية (وذمة)), وهذا التورم قد يؤدي إلى تشوه الرؤية المركزية للشخص، وذلك لأنَّ البقعة بالقرب من مركز الشبكية في الجزء الخلفي من مقلة العين. هذه المنطقة من العين تحتوي على مَخاريط الشبكية بشكل مُكْتَظّ وهذه المخاريط توفر رؤية مركزية واضحة وحادة لتتيح للشخص رؤية التفاصيل والأشكال والألوان التي تكون في مركز مجال الإبصار. .
في بعض الأحيان تظهر الوذمة البقعية لبضعة أيام أو اسابيع بعد جراحة الماء الأبيض (الساد), ولكن معظم هذه الحالات يمكن علاجها بواسطة قطرة كورتيزون ومضادات التهاب لاستيرويدية.

## علاجات معتمدة
في عام 2010 وافقت إدارة العلاج والتغذية على استخدام حقن رانيبيزوماب لعلاج وذمة بقعية  وهو إصدار مستمر الإنتاج من قبل شركة "Alimera Sciences" يزرع داخِلَ الجِسْمِ الزُّجاجِيِّ، وتمت الموافقة في النمسا والبرتغال والمملكة المتحدة لعلاج ضعف الرؤية المرتبط بالوذمة البقعية السكرية المزمنة والتي لا تستجيب بشكلٍ كافٍ للعلاجات المتاحة. ومن المتوقع موافقة دول أوروبية أخرى على هذه العلاجات. في 29 يوليو 2014، EYLEA (aflibercept)، حقنة تزرع داخِلَ الجِسْمِ الزُّجاجِيِّ والتي تنتجها شركة "Regeneron Pharmaceuticals Inc"، تمت الموافقة عليها لعلاج الوذمة البقعية السكرية في الولايات المتحدة.

## التصنيف
«الوذمة البقعية الكيسية» تحتوي على تجمُّع سوائل في الطبقة الضفيرية الشكل الخارجية، بشكل ثانوي لنفاذية غير طبيعية في الشعيرات الدموية المركزية لشبكية العين. وهذه الوذمة تسمى «الوذمة الكيسية» لأنَّها تظهر على شكل كيس; بالرغم من افتقارها للنسيج الطلائي، لذلك فهي لا تعد كيس حقيقي. مسببات الوذمة البقعية الكيسية (مرض السكري، ايبينفرن، التهاب الجزء الأملس، التهاب الشبكية الصباغي، متلازمة ارفين-غاس، انسداد وريدي، نظائر بروستاغلاندين E2، حمض النيكوتينيك / النياسين). 
«الوذمة البقعية السكرية» تكون ناتجة من تسريب في الشعيرات الدموية البقعية. وهذا النوع هو السبب الأكثر شيوعا لفقدان البصر في اعتلال الشبكية السكري التكاثري غير التكاثري.

## تجارب سريرية
في عام 2005، تم البحث في الاستيرويدات لعلاج الوذمة البقعية الناتجة من انسداد الأوعية الدموية في شبكية العين مثل انسداد الوريد الشبكي المركزي وانسداد الوريد الشبكي الفرعي.

## بحوث إضافية
في دراسة أجريت في عام 2014 قامت مؤسسة كوكرين بدراسة منهجية وعلمية للبحث في فعالية اثنين من العلاجات المضادة لعامل نمو الأغشية الوعائية "ranibizumab "و "pegaptanib"، على المرضى الذين يعانون من الوذمة البقعية الناجمة من انسداد الوريد الشبكي المركزي. وأظهر المرضى المشاركون في مجموعتي العلاج انخفاضاً في أعراض الوذمة البقعية في فترة ستة أشهر.